# Поснова, Ирина Михайловна
Ири́на Миха́йловна Посно́ва (9 августа 1914, Киев — 18 декабря 1997, Брюссель) — издательница, переводчица, деятель русского католичества XX века в эмиграции, участник «Русского апостолата». Доктор филологии. Наиболее известна как основательница католического издательства «Жизнь с Богом» и одноимённого экуменического журнала.

## Биография
Родилась в 1914 году в Киеве в семье православного историка церкви и профессора Киевской духовной академии М. Э. Поснова.
Вместе с семьёй эмигрировала в Болгарию, училась в русской гимназии в Софии, благодаря знакомству с экзархом Болгарской греко-католической церкви епископом Кириллом Куртевым получила стипендию основанного кардиналом Мерсье «Фонда помощи русским студентам» для продолжения образования в Бельгии, закончила филологический факультет Лувенского католического университета, где в это время духовником для русских студентов и настоятелем домового храма при общежитии был священник Дмитрий Кузьмин-Караваев. Защитила докторскую диссертацию по классической филологии. В этот период много занималась историко-богословскими проблемами, в результате богословских поисков перешла в Католическую церковь. После окончания университета преподавала греческий язык в ряде учебных заведений.
Во время Второй Мировой войны посвятила себя помощи советским пленным и перемещённым лицам, работавшим на шахтах в Лимбурге, а после окончания войны помогала беженцам из СССР, оставшимся в Бельгии.
В 1945 году основала в Брюсселе издательство «Жизнь с Богом», издававшее книги христианского содержания на русском языке. Главной целью издательства был выпуск православной и католической литературы для нужд русской эмиграции, а также для нелегального распространения на территории СССР. Поснова сама принимала активное участие в организации нелегального ввоза религиозной литературы в СССР в дипломатическом багаже и последующего её распространения. Деятельность издательства проходила в духе христианского экуменизма. Ближайшими сотрудниками были Антоний Ильц и Кирилл Козина.
С того же 1945 года вместе с православным священником Валентом Роменским начала издавать журнал с одноимённым названием «Жизнь с Богом». С 1951 года редактировала журнал «Русский католический вестник», позднее переименованный в «Россия и вселенская церковь», а с 1971 года носивший название «Логос».
В 1954 году в Брюсселе был организован католический приход византийского обряда, при котором были организованы домовая Благовещенская церковь и духовно-просветительский центр, с которыми стало активно сотрудничать издательство «Жизнь с Богом». В 1958 году в Брюсселе проходила Всемирная выставка, где советский павильон оказался рядом с ватиканским. По предложению Ирины Посновой в павильоне был устроен специальный отдел, где всем желающим советским туристам бесплатно давали Евангелие и православный молитвослов. С 1967 года Поснова вела религиозные программы на русском языке «Мир и свет жизни» на волнах радио «Монте-Карло» и «Альфа и Омега» на бельгийском государственном радио. С 1969 года издательство «Жизнь с Богом» активно печатало работы священника Александра Меня.
Состояла в переписке и получала материальную помощь для нужд издательства от итальянской благотворительницы Бетти Амбивери.
В декабре 1997 года после продолжительной болезни Ирина Поснова скончалась в Бельгии.

## Издательская деятельность
Всего «Жизнь с Богом» выпустила около 160 изданий духовной литературы на русском языке общим тиражом более 2 миллионов экземпляров. Брюссельское издательство было главным источником религиозной литературы для верующих в условиях гонений на религию в СССР. Наиболее известными изданиями были:
- «Брюссельская Библия», издание синодального перевода Ветхого и Нового Заветов с параллельными местами и с комментариями о. Александра Меня.
- Новый Завет с комментариями.
- о. Александр Мень, «Сын Человеческий» (напечатан под псевдонимом «Андрей Боголюбов»)
- о. Александр Мень, «В поисках пути, истины и жизни», 6 томов (напечатан под псевдонимом «Эммануил Светлов»)
- Молитвослов карманного формата «Жизнь с Богом»
- «Цветочки Св. Франциска Ассизского»
- святитель Феофан Затворник, «Путь ко спасению»
- Св. праведный Иоанн Кронштадтский, «Моя жизнь с Богом»
- собрание сочинений Владимира Соловьёва
- собрание сочинений Вячеслава Иванова
- М. Э. Поснов, «История Христианской Церкви»